# Julie Anne San José
Julie Anne Peñaflorida San José ( * 17 de mayo de 1994 (30 años), Novaliches), es una actriz y cantante pop, r&b filipina.

## Biografía
Julie Anne Peñaflorida San José empezó su carrera musical en 2005 compitiendo en el Popstar Infantil, un concurso nacional de canto transmitido por un canal de televisión dirigido para niños de 7 a 11. Después de haber colocado dentro de los cinco principales competidores, se le ofreció un lugar en la serie spin-off, llamado "Sugarpop", con quien grabó dos álbumes. También como resultado en su aparición en el Popstar Infantil, se le ofreció un personaje para que interpretara en el programa de televisió planeta Q, Q, dedicado a los animales destinados a los niños.

## Televisión
| Año           | Título                   | Personaje         | Estación    |
| 2021          | Heartful Café            |                   | GMA Network |
| 2019-presente | The Clash                | Host              | GMA Network |
| 2010          | Party Pilipinas          | Herself           | GMA Network |
| 2009          | SOP Fully Charged        | Herself           | GMA Network |
| 2008          | Gaano Kadalas ang Minsan | Claudette Midrano | GMA Network |
| 2007          | Planet Q                 | Herself           | Q TV        |
| 2005          | Popstar Kids             | Herself           | GMA Network |

## Discografía
- San José ha aparecido tanto en Álbumes Sugarpop, y Sugarpop Sugarpop (Reenvasado).

- Además de eso, ella también ha grabado canciones para varios espectáculos de GMA Network.

Tiene Varias Canciones como: I'll be there, Enough y Everything
| Año  | Canción                       | Programa        |
| 2010 | Pag-ibig Na Tunay             | Pilyang Kerubin |
| 2010 | Dahil Sa'yo Natutong Magmahal | The Last Prince |
| 2008 | Aking Mundo                   | Dyesebel        |
| 2008 | Siya Na Nga Kaya              | Dyesebel        |